# キングオブチェアー
『キングオブチェアー』（英: King of Chair）とは、2010年10月11日から2011年1月1日までTBSにて放送されていた日本のバラエティ番組。ハイビジョン制作。同年7月20日23:45 - 翌1:20に放送された単発番組を経てレギュラー番組となった。
2011年5月5日にはTBSと一部を除いた系列局において『スパモク!!』枠でスペシャル番組（単発バージョンでは2回目）として放送された。当初は3月19日の19:00 - 20:54の枠で初のJNN系列28局フルネットで放送される予定だったが、3月11日に発生した東日本大震災の影響により放送が延期されていた。

## 概要
一般的な子どもの遊びである椅子取りゲームをモチーフとしたゲームバラエティ番組。広大なフィールドの中にある膨大な椅子の中から正解の椅子「トゥルーチェアー」を探し出し、いち早く座った参加者の勝利となる。トゥルーチェアーやそこに至るためのヒントチェアーは巧妙に隠されており、そもそも一般的な「椅子」の形をしているとは限らないため、謎解きや無理難題、トラップの類を乗り越えることになる。

## レギュラーシーズンのルールと結果

### ルール
予選
プレイヤーとして10人〜11人の芸能人が参加する。
プレイヤーはエリア内に置かれた1,000脚ある椅子の中から3脚（単発初回のみ5脚）だけある真実の椅子「トゥルーチェアー」を探し出す。椅子にはICチップつきのシールが貼られており、プレイヤーにつけられた装置に反応し正誤を判定する。置かれている椅子「ダミーチェアー」の中には、近くに落とし穴があったり、座ると脚が折れたりするものや粉が降ってくる、ロケ地にちなんだ仕掛け の罠が仕掛けられているが、明らかにバレている椅子（特に人間イスがあり、座ると抱きつかれる。パーツと組み立て方が書かれておりわざわざ組み立てる、氷柱に入れられてアイスピックを使い氷を砕くなど）も数脚置かれている。トゥルーチェアーは普通に置かれているわけではなく、ヒントがないとわからないものやある場所に隠されていることが多く、それをいかに見つけ出すかが重要である。
「トゥルーチェアー」に座ったプレイヤーは決勝進出、放送で他のプレイヤーに進出者の名前・座った場所を伝えられる。
妨害する役割として「ファントム」が登場する。「ファントム」に捕まると、その場で（防犯用）ネットによって10分間拘束される。グループA - Cは1人目の決勝ラウンド進出者が現れた後、建物内の放送で登場が伝えられるが、グループEのみ回転灯がある「ファントムチェアー」に誰かが座ると放送で登場が伝えられる。単発初回、グループD・F - H、ファイナルステージでは登場しなかった。
最後の1脚は、エリア内に出現したヒントチェアーに座りヒントを獲得→そこにあるトゥルーチェアー出現ボタンを押す→トゥルーチェアーが出現するボタンに書かれていた場所に行き、座るという手順を踏む必要がある。ボタンを押した時点で椅子取りでおなじみの音楽「マイムマイム」が流れ出すため全プレイヤーに存在が知らされる。通常同様罠が仕掛けてある場合もある。
「トゥルーチェアー」が全て見つかった時点で終了。
決勝
先に進出したプレイヤーから、1つだけ当たりの椅子があるA・B・Cの3つの椅子から1つの椅子に座る（当たりがどれであるかは毎回抽選）。
座った椅子が当たりであれば年明けに行われる「ファイナルステージ」の出場権が得られる。
ハズレであれば椅子が傾き、粉とスポンジのあるプールに落とされる。
3人とも当たりの椅子を選ばなかった場合、決勝に進出できなかった7人の中からくじ引きで選ばれた1人が同様に椅子を選ぶ。それでも決まらない場合は再び勝ち抜け1位から行う。
単発初回では予選同様、イス取りゲームだった。「ファントム」と同様の役割を持つ「ジェイソン」が最初から登場する。

### 各回結果
| 予選 グループ | 放送日         | 場所                                  | 同行アナ   | プレイヤー | 決勝（太字が優勝者）                                                       |
| ------------- | -------------- | ------------------------------------- | ---------- | --- | -------------------------------------------------------------------------- |
| #             | 2010年 7月20日 | 旧甲東小学校 （山梨県上野原市）       | 田中みな実 | IZAM、ハイキングウォーキング、フルーツポンチ、大島麻衣、アジアン、ヘリョン、梶原雄太（キングコング）                                                             | 馬場園梓（アジアン） ヘリョン 村上健志（フルーツポンチ） 大島麻衣 梶原雄太 |
| A             | 10月11日       | 旧穂積小学校 （栃木県さくら市）       | 田中みな実 | JOY、ペナルティ、上原美優、天津、手島優、春日俊彰（オードリー）、武田修宏、渡辺直美                                                                              | 上原美優 JOY 春日俊彰（オードリー）                                        |
| B             | 10月18日       | ロマンの森共和国 （千葉県君津市）     | 田中みな実 | おかもとまり、TIM、NON STYLE、安田美沙子、小林さり、ハライチ、ユージ                                                                                             | 安田美沙子 小林さり レッド吉田（TIM）                                      |
| C             | 10月25日       | 旧穂積小学校 （栃木県さくら市）       | 田中みな実 | ゆってぃ、どきどきキャンプ、夏川純、小島よしお、山崎邦正、ロバート、池田夏希、落合真理                                                                           | 池田夏希 山崎邦正 小島よしお                                               |
| D             | 11月1日        | むさしの村 （埼玉県加須市）           | 田中みな実 | イーグル溝神（超新塾）、U字工事、今野浩喜（キングオブコメディ）、インパルス、小原正子（クワバタオハラ）、次原かな、博多華丸（博多華丸・大吉）、河西智美（AKB48） | 益子卓郎（U字工事） 河西智美 イーグル溝神（超新塾）                        |
| E             | 11月8日        | アクアマリンスタジオ （千葉県君津市） | 佐藤渚     | クロちゃん（安田大サーカス）、宮地真緒、アンガールズ、庄司智春（品川庄司）、松本さゆき、楽しんご、熊田曜子、濱口優（よゐこ）、青島あきな                         | 宮地真緒 庄司智春（品川庄司） 熊田曜子                                     |
| F             | 11月29日       | ロマンの森共和国 （千葉県君津市）     | 田中みな実 | もう中学生、ダチョウ倶楽部、平成ノブシコブシ、山本高広、椿鬼奴、石田晴香（AKB48）、谷桃子                                                                        | 椿鬼奴 石田晴香 谷桃子                                                     |
| G             | 12月6日        | むさしの村 （埼玉県加須市）           | 田中みな実 | あべこうじ、なだぎ武、TKO、ローラ・チャン、大島麻衣、山田親太朗、広海・深海、杉原杏璃                                                                            | ローラ・チャン 大島麻衣 山田親太朗                                         |
| H             | 12月13日       | アクアマリンスタジオ （千葉県君津市） | 佐藤渚     | カンニング竹山、加藤歩（ザブングル）、元木大介、磯山さやか、ナイツ、菜々緒、中川愛海、佐藤唯、佐田正樹（バッドボーイズ）                                         | 佐藤唯 磯山さやか 元木大介                                                 |

### 敗者復活戦
- 安田美沙子、河西智美、石田晴香、山田親太朗、磯山さやかの5人がスケジュールの都合[4] でファイナルステージを辞退したため敗者復活戦を開催。ファイナルステージ開始8時間前に東京都庁前を出発してから、ファイナルステージが行われる猿ヶ京温泉に到着するまでの間にさまざまな運試しやクイズに挑戦し、5人のファイナルステージ進出者を決定する。

#### 主な運試し
ガラガラ抽選
バスの座席の背もたれカバーをめくると一人に番号が振られており、田中が抽選。出た番号に座っていた人は即脱落となりバスから降ろされる。
食べ物運試し
休憩を兼ね、上里サービスエリアでは「パイどら」、赤城高原サービスエリアでは「ブー次郎豚まん」を使った運試し。A・B・Cの椅子にそれぞれ料理が並んでいるが1つはわさびや唐辛子が入った激辛となっており、それを選んだ場合即脱落・置き去り。
キングオブチェアークイズ
最終関門。これまでの放送内容に関するカルトレベルの3択問題30問のペーパーテストに挑戦。判定は決勝の舞台「猿ヶ京温泉」に到着した際にバスのドアの前に「ジャッジメントチェアー」で判定。正解数上位5名が敗者復活で決勝進出。それ以外の参加者は猿ヶ京温泉の地を踏むことさえ許されず東京逆戻りとなる。
| 放送日          | 同行アナ   | プレイヤー | 進出者（敗者復活者）                                    |
| --------------- | ---------- | --- | ------------------------------------------------------- |
| 2010年 12月20日 | 田中みな実 | JOY、上原美優、平成ノブシコブシ、ユージ、イーグル溝神（超新塾）、ヘリョン、宮地真緒、どきどきキャンプ、小林さり、庄司智春（品川庄司）、大島麻衣、ローラ・チャン、小島よしお、杉原杏璃、TIM、あべこうじ、ワッキー（ペナルティ） | ヘリョン レッド吉田（TIM） 宮地真緒 大島麻衣 あべこうじ |

### ファイナルステージ
予選はアスリート軍団も参加し、10,000脚ある椅子の中から5人の決勝進出者を決定する。途中でお年玉チェアーが出現し、決勝進出者が1人増える。なお、ダミーチェアーに座った回数もカウントされエリア内にある射的屋で弾と交換でき、椅子の的を落とすことでヒントを入手可能。
決勝は、ヒントチェアーに座る→出現したA・B・Cの3つのチェアーに座る→出現したトゥルーチェアーに座るという手順を踏む必要がある。優勝者には賞金300万円が授与される。
| 放送日時                 | 場所                                                 | 同行アナ   | プレイヤー | ゲスト                                        | 決勝（太字が優勝者）                                                                |
| ------------------------ | ---------------------------------------------------- | ---------- | --- | --------------------------------------------- | ----------------------------------------------------------------------------------- |
| 2011年1月1日 0:10 - 2:10 | 群馬県みなかみ町 予選 猿ヶ京温泉 決勝 旧猿ヶ京小学校 | 田中みな実 | 梶原雄太（キングコング）、春日俊彰（オードリー）、山崎邦正、熊田曜子、ヘリョン、レッド吉田（TIM）、宮地真緒、大島麻衣、あべこうじ、具志堅用高、須藤元気、宮下純一 | あき竹城 ボビー・オロゴン 鈴木早智子 岡本信人 | 須藤元気 宮地真緒 梶原雄太（キングコング） 熊田曜子 大島麻衣 春日俊彰（オードリー） |

## スペシャルバージョンのルールと結果

### ルール
- 熱海市と初島を舞台にチーム戦で行う。

予選
13チームが熱海市内からスタート。トゥルーチェアーを見つけ出し座ることができれば決勝進出（座るのはメンバーのうちどちらでもいい）。ハズレの椅子に座ってもポイントがもらえ、獲得したポイントでエリア内にある道具屋でヒントや船のチケットなどのアイテムをもらうことができる。ポイントによる引き換えや、隠された船のチケットがもらえるイスに座ると船に乗って初島に行くことができる。初島には熱海市内よりも多くトゥルーチェアーが隠されている。
イスには座るとヒントかトラップが発動するハテナチェアーや座るとトゥルーチェアーかトラップが発動するトラップorトゥルーチェアーといった種類がある。
有名芸能人がいたる所に隠れており、トゥルーチェアーの隠された場所を教えたり、トラップとしてプレイヤーの妨害を行う。
トゥルーチェアーは複数（放送上確認できたのは8つ）あるが、そのうち座ることができた先着5チームのみが決勝進出となる。制限時間2時間が設けられており、時間内に5チームに達しなかった場合は進出出来たチームのみで決勝ラウンドを行う。
決勝
舞台を夜の初島に移し、制限時間30分以内にキングオブチェアーを探し出す。最初に座ったチームに賞金100万円が与えられる。タイムアップと同時にイスは消滅する。

### 結果
| 放送日時                   | 場所        | 同行アナ | チーム | ゲスト | 決勝（太字が優勝チーム）                                                 |
| -------------------------- | ----------- | -------- | --- | --- | ------------------------------------------------------------------------ |
| 2011年5月5日 19:00 - 20:54 | 熱海市 初島 | 江藤愛   | チームカミさんがアイドル 庄司智春（品川庄司）、藤本敏史（FUJIWARA） チーム高学歴 小島よしお、優木まおみ チームサッカーバカ 松木安太郎、ワッキー（ペナルティ） チームグラビアアイドル 原幹恵、松井絵里奈 チームD☆DATE 五十嵐隼士、堀井新太 チームはなわ家 はなわ、長男、次男 チームジャガー ジャガー横田、木下博勝 チームモデル 小森純、ユージ チームものまね 山本高広、おかもとまり チームサンミュージック カンニング竹山、鳥居みゆき チーム平成 平成ノブシコブシ チームファイター 内藤大助、武蔵 チーム我 我が家 | 梅宮辰夫 梅宮クラウディア 斎藤洋介 岡本信人 AMEMIYA アダモステ（島崎俊郎） 松崎しげる エスパー伊東 いとうまい子 ヨネスケ | チームサッカーバカ チームモデル チーム平成 チーム高学歴 チームファイター |

## ネット局と放送時間

### パイロット版
| 放送対象地域 | 放送局              | 系列    | 放送日時                           | 遅れ       |
| ------------ | ------------------- | ------- | ---------------------------------- | ---------- |
| 関東広域圏   | TBSテレビ（TBS）    | TBS系列 | 2010年7月20日 23時45分 - 翌1時20分 | 制作局     |
| 新潟県       | 新潟放送（BSN）     | TBS系列 | 2010年7月20日 23時45分 - 翌1時20分 | 同時ネット |
| 長野県       | 信越放送（SBC）     | TBS系列 | 2010年7月20日 23時50分 - 翌1時20分 | 同時ネット |
| 静岡県       | 静岡放送（SBS）     | TBS系列 | 2010年7月20日 23時50分 - 翌1時20分 | 同時ネット |
| 中京広域圏   | 中部日本放送（CBC） | TBS系列 | 2010年7月20日 23時50分 - 翌1時20分 | 同時ネット |
| 熊本県       | 熊本放送（RKK）     | TBS系列 | 2010年7月20日 23時50分 - 翌1時20分 | 同時ネット |

### レギュラー版
| 放送対象地域 | 放送局                    | 放送日時                           | 遅れ       |
| ------------ | ------------------------- | ---------------------------------- | ---------- |
| 関東広域圏   | TBSテレビ（TBS）          | 月曜 23時50分 - 翌0時50分          | 制作局     |
| 北海道       | 北海道放送（HBC）         | 月曜 23時50分 - 翌0時50分          | 同時ネット |
| 山形県       | テレビユー山形（TUY）     | 月曜 23時50分 - 翌0時50分          | 同時ネット |
| 福島県       | テレビユー福島（TUF）     | 月曜 23時50分 - 翌0時50分          | 同時ネット |
| 静岡県       | 静岡放送（SBS）           | 月曜 23時50分 - 翌0時50分          | 同時ネット |
| 石川県       | 北陸放送（MRO）           | 月曜 23時50分 - 翌0時50分          | 同時ネット |
| 中京広域圏   | 中部日本放送（CBC）       | 月曜 23時50分 - 翌0時50分          | 同時ネット |
| 高知県       | テレビ高知（KUTV）        | 月曜 23時50分 - 翌0時50分          | 同時ネット |
| 福岡県       | RKB毎日放送（RKB）        | 月曜 23時50分 - 翌0時50分          | 同時ネット |
| 愛媛県       | あいテレビ（ITV）         | 月曜 23時50分 - 翌0時50分          | 14日遅れ   |
| 富山県       | チューリップテレビ（TUT） | 木曜 0時40分 - 1時40分（水曜深夜） | 16日遅れ   |
| 新潟県       | 新潟放送（BSN）           | 木曜 0時50分 - 1時50分（水曜深夜） | 9日遅れ    |
| 熊本県       | 熊本放送（RKK）           | 不定期放送                         | 不定期放送 |
| 青森県       | 青森テレビ（ATV）         | 火曜 0時25分 - 1時25分（月曜深夜） | 3ヶ月遅れ  |

### スペシャル版
| 放送対象地域   | 放送局                    | 系列    | 放送日時                          | 遅れ       |
| -------------- | ------------------------- | ------- | --------------------------------- | ---------- |
| 関東広域圏     | TBSテレビ（TBS）          | TBS系列 | 2011年5月5日 19時00分 - 20時54分  | 制作局     |
| 北海道         | 北海道放送（HBC）         | TBS系列 | 2011年5月5日 19時00分 - 20時54分  | 同時ネット |
| 宮城県         | 東北放送（TBC）           | TBS系列 | 2011年5月5日 19時00分 - 20時54分  | 同時ネット |
| 山形県         | テレビユー山形（TUY）     | TBS系列 | 2011年5月5日 19時00分 - 20時54分  | 同時ネット |
| 福島県         | テレビユー福島（TUF）     | TBS系列 | 2011年5月5日 19時00分 - 20時54分  | 同時ネット |
| 山梨県         | テレビ山梨（UTY）         | TBS系列 | 2011年5月5日 19時00分 - 20時54分  | 同時ネット |
| 新潟県         | 新潟放送（BSN）           | TBS系列 | 2011年5月5日 19時00分 - 20時54分  | 同時ネット |
| 長野県         | 信越放送（SBC）           | TBS系列 | 2011年5月5日 19時00分 - 20時54分  | 同時ネット |
| 静岡県         | 静岡放送（SBS）           | TBS系列 | 2011年5月5日 19時00分 - 20時54分  | 同時ネット |
| 富山県         | チューリップテレビ（TUT） | TBS系列 | 2011年5月5日 19時00分 - 20時54分  | 同時ネット |
| 石川県         | 北陸放送（MRO）           | TBS系列 | 2011年5月5日 19時00分 - 20時54分  | 同時ネット |
| 近畿広域圏     | 毎日放送（MBS）           | TBS系列 | 2011年5月5日 19時00分 - 20時54分  | 同時ネット |
| 岡山県・香川県 | 山陽放送（RSK）           | TBS系列 | 2011年5月5日 19時00分 - 20時54分  | 同時ネット |
| 広島県         | 中国放送（RCC）           | TBS系列 | 2011年5月5日 19時00分 - 20時54分  | 同時ネット |
| 愛媛県         | あいテレビ（ITV）         | TBS系列 | 2011年5月5日 19時00分 - 20時54分  | 同時ネット |
| 長崎県         | 長崎放送（NBC）           | TBS系列 | 2011年5月5日 19時00分 - 20時54分  | 同時ネット |
| 熊本県         | 熊本放送（RKK）           | TBS系列 | 2011年5月5日 19時00分 - 20時54分  | 同時ネット |
| 鹿児島県       | 南日本放送（MBC）         | TBS系列 | 2011年5月5日 19時00分 - 20時54分  | 同時ネット |
| 中京広域圏     | 中部日本放送（CBC）       | TBS系列 | 2011年5月14日 13時00分 - 15時00分 | 9日遅れ    |
| 岩手県         | IBC岩手放送（IBC）        | TBS系列 | 2011年5月26日 19時00分 - 20時54分 | 21日遅れ   |
| 山口県         | テレビ山口（tys）         | TBS系列 | 2011年5月26日 19時00分 - 20時54分 | 21日遅れ   |

## スタッフ
- ナレーション
  - 平井誠一（単発初回、レギュラー放送、ファイナルステージ）
  - 杉本るみ（ファイナルステージ、単発第2回）
  - 奥田民義（単発第2回）
  - 蓮見孝之（TBSアナウンサー、実況、単発第2回）
- 編成：宮尾毅
- 構成：堀田廷、大船知克、佐藤ラヴリー
- CAM：安達良
- 音声：福重伸隆
- 編集：清水良浩
- MA：岡崎博之
- 音効：中村充、佐藤光成
- メイク：吉田みわ
- 美術プロデューサー：松沢由之
- 美術進行：安楽信行
- 協力：池田屋、フジアール、麻布プラザ、アーツポート企画、デジデリック
- ブレーン：西森尚展
- AP：山本薫、山口ななえ
- AD：上原脩平、富田賢一、菅原綾乃、松村早葵、田中勝
- ディレクター：山本伸彦、石井賢次、木村亮、桜庭明夫、石田直央、小俣裕美
- 演出：藤代賢二
- プロデューサー：辻村たろう
- 制作：NET WEB、TBS